# Ayaka Ōhashi
Ayaka Ōhashi (大橋 彩香 Ōhashi Ayaka, * am 13. September 1994 in Urawa, Präfektur Saitama) ist eine japanische Seiyū und J-Pop-Musikerin, die als Synchronsprecherin bei der Agentur Horipro und als Sängerin bei Lantis unter Vertrag steht.
Bereits im Kindesalter war Ōhashi als Kinderdarstellerin im japanischen Fernsehen zu sehen. So trat sie in diversen Werbespots und Fernsehserien des Fernsehsenders NHK Educational TV auf. Als sie im Jahr 2012 an einem Casting der Talentagentur Horipro, erhielt sie ihre erste Hauptrolle als Synchronsprecherin in der Anime-Fernsehserie Eureka Seven AO, wo sie dem Charakter Fleur Blanc sprach.
Weitere Rollen hatte sie in den Serien Aikatsu!, BanG Dream! und The Idolmaster Cinderella Girls. Sie ist Schlagzeugerin der J-Pop-Gruppe Poppin’Party, die zum BanG-Dream!-Franchise gehört. Dort schlüpft sie in die Rolle der Sāya Yamabuki. Als Solo-Musikerin veröffentlichte Ōhashi bisher zwei Alben und diverse Singles, die sich allesamt in den japanischen Musikcharts positionieren konnten.

## Biografie
Ōhashi wurde am 13. September 1994 in der ehemaligen japanischen Stadt Urawa in der Präfektur Saitama geboren. Im Alter von fünf Jahren zog ihre Familie in die japanische Hauptstadt Tokio. Dort wurde sie in ein Schauspielunternehmen aufgenommen und trat bereits im Kindesalter in Werbespots, Fernsehserien, im TV-Programm von NHK Educational TV und in Theaterstücken auf. Bereits während ihrer Zeit in dem Theaterunternehmen nahm sie Synchronsprecher-Unterricht, sodass sie seitdem den Wunsch verfolgte, später als Synchronsprecherin arbeiten zu wollen.
Im Jahr 2011 nahm sie an einem Talentscouting der Agentur Horipro, erreichte dort die finale Ausscheidung und erhielt einen Vertrag von der Talentagentur. Ihre erste kleinere Sprechrolle hatte Ōhashi in der Anime-Fernsehserie Amagami SS+ plus. Bereits im April des gleichen Jahres wurde sie ins Sprecherteam für die Anime-Umsetzung von Eureka Seven AO aufgenommen, wo sie die Sprechrolle der Fleur Blanc erhielt und somit ihre erste größere Rolle innehatte. Noch im gleichen Jahr erhielt sie ihre zweite große Rolle. Für das Handyspiel des Multimedia-Projekts The Idolmaster erhielt sie die Sprechrolle der Uzuki Shimamura, die sie später in weiteren Veröffentlichungen erneut annahm.
Im Jahr 2014 gab Ōhashi mit der Herausgabe ihrer Single YES! über dem Label Lantis ihr Debüt als Musikerin. Dieses Stück wurde als Vorspannlied für die Anime-Fernsehserie Sabagebu! genutzt. In dieser Serie sprach sie zudem die Hauptrolle Momoko Sonokawa. Im gleichen Jahr sprach sie den Charakter der Kurome in der Serie Akame ga Kill!. Am 18. Mai 2016 erschien mit ~Kidō ~Start Up! ihr Debütalbum, dass sich auf Platz 14 der japanischen Albumcharts positionieren konnte.
Im Oktober des Jahres 2015 wurde Ōhashi als fünftes Mitglied der J-Pop-Gruppe Poppin’Party, die zum BanG-Dream-Franchise gehört, vorgestellt. In der Gruppe spielt sie Schlagzeug. Innerhalb des Franchises schlüpft sie in die Rolle der Sāya Yamabuki. Bereits vor ihrem Eintritt in das Multimedia-Projekt hatte Ōhashi Erfahrungen im Schlagzeugspiel.
Im Jahr 2017 hatte sprach sie Aki Adagaki in dem Anime Masamune-kun no Revenge und sang darüber hinaus das Vorspannlied zur Serie. Im weiteren Verlauf des Jahres wurde Ōhashi als Sprecherin der Adeltroot Alter in der Anime-Serie Knights & Magic angekündigt und sang zudem das Lied im Abspann. Im September 2017 nahm sie die Rolle der Vodka in dem Multimedia-Projekt Uma Musume Pretty Derby von Cygames an.
Am 23. April 2018 veröffentlichte Ayaka Ōhashi mit PROGRESS ihr zweites Studioalbum, welches auf Platz 24 in den japanischen Albumcharts einstieg. Im Mai 2020 sollte sie ursprünglich ihr erstes Konzert außerhalb Japans in Fort Worth, Texas spielen.

## Filmografie

### Anime (Auswahl)
- 2012: Amagami SS+ plus
- 2012: Eureka Seven AO als Fleur Blanc
- 2012–2016: Aikatsu! als Ran Shibuki
- 2014: Sabagebu! als Momoka Sonokawa
- 2014: Akame ga Kill! als Kurome
- 2015–2019: The Idolmaster als Uzuki Shimamura
- 2015: Comet Lucifer als Felia
- 2016: Flip Flappers als Yayaka
- seit 2017: BanG Dream! als Sāya Yamabuki
- 2017: Masamune-kun no Revenge als Aki Adagaki
- 2017: Re:Creators als Setsuna Shimazaki
- 2017: Knights & Magic als Adeltroot Alter
- 2018: Uma Musume Pretty Derby als Vodka
- 2019: Hensuki als Koharu Ōtori
- 2020: Magia Record als Kaede Akino
- 2020: The God of High School als Yoo Mira

### Videospiele (Auswahl)
- 2011: The Idolmaster Cinderella Girls als Uzuki Shimamura
- 2015: Granblue Fantasy als Uzuki Shimamura
- 2015: Princess Connect! als Hatsune Kashiwazaki
- 2017: Magia Record: Puella Magi Madoka Magica Side Story als Kaede Akino
- 2017: BanG Dream! Girls Band Party! als Sāya Yamabuki
- 2018: Princess Connect! Re:Dive als Hatsune Kashiwazaki
- 2018: Final Fantasy Brave Exvius als Heavenly Technican Lid
- 2019: Arknights als Angelina

## Diskografie

### Alben
| Jahr | Titel                                              | Höchstplatzierung, Gesamtwochen, AuszeichnungChartsChartplatzierungen (Jahr, Titel, Platzierungen, Wochen, Auszeichnungen, Anmerkungen) | Anmerkungen                                     |
| Jahr | Titel                                              | JP | Anmerkungen                                     |
| ---- | -------------------------------------------------- | --- | ----------------------------------------------- |
| 2016 | ~Kidō ~Start Up!~                                  | JP14 (3 Wo.)JP | Erstveröffentlichung: 18. Mai 2016              |
| 2018 | Progress                                           | JP24 (2 Wo.)JP | Erstveröffentlichung: 23. April 2018            |
| 2020 | Wings                                              | JP24 (2 Wo.)JP | Erstveröffentlichung: 16. Dezember 2020         |
| 2021 | 大橋彩香 Acoustic Mini Album “Lumiere”             | — | Erstveröffentlichung: 22. Dezember 2021 EP      |
| 2022 | 大橋彩香 Acoustic Mini Album Etoile                | — | Erstveröffentlichung: 27. April 2022 EP         |
| 2023 | Ayaka Ohashi 1st Acoustic Live “Lumiere et Etoile” | — | Erstveröffentlichung: 11. Januar 2023 Livealbum |
| 2024 | Reflection                                         | — | Erstveröffentlichung: 27. März 2024             |

### Singles
| Jahr | Titel Album                                               | Höchstplatzierung, Gesamtwochen, AuszeichnungChartsChartplatzierungen (Jahr, Titel, Album, Platzierungen, Wochen, Auszeichnungen, Anmerkungen) | Anmerkungen |
| Jahr | Titel Album                                               | JP | Anmerkungen |
| ---- | --------------------------------------------------------- | --- | --- |
| 2014 | Yes!! ~Kidō ~Start Up!~                                   | JP35 (4 Wo.)JP | Erstveröffentlichung: 6. August 2014 Vorspanntitel für Sabagebu! -Survival Game Club!-                                                    |
| 2015 | Energy☆Smile ~Kidō ~Start Up!~                            | JP37 (3 Wo.)JP | Erstveröffentlichung: 25. Februar 2015 |
| 2015 | Oshiete Blue Sky (おしえてブルースカイ) ~Kidō ~Start Up!~ | JP33 (3 Wo.)JP | Erstveröffentlichung: 11. November 2015 erster Abspanntitel für Comet Lucifer                                                             |
| 2015 | Hitotsu ni Naritai (ヒトツニナリタイ) ~Kidō ~Start Up!~   | JP36 (2 Wo.)JP | Erstveröffentlichung: 9. Dezember 2015 dritter Abspanntitel für Comet Lucifer                                                             |
| 2017 | Wagamama Mirror Heart (ワガママMirror Heart) Progress     | JP17 (10 Wo.)JP | Erstveröffentlichung: 18. Januar 2017 Vorspanntitel für Masamune-kun’s Revenge                                                            |
| 2017 | You & I (ユー&アイ) Progress                              | JP29 (6 Wo.)JP | Erstveröffentlichung: 2. August 2017 Abspanntitel für Knight’s & Magic                                                                    |
| 2018 | Noisy Love Power☆ Wings                                   | JP21 (6 Wo.)JP | Erstveröffentlichung: 18. April 2018 Vorspanntitel für Magical Girl Ore                                                                   |
| 2018 | Highlight (ハイライト) Wings                              | JP35 (2 Wo.)JP | Erstveröffentlichung: 21. November 2018 erster Vorspanntitel für Million Arthur                                                           |
| 2019 | Daisuki. (ダイスキ。) Wings                               | JP17 (6 Wo.)JP | Erstveröffentlichung: 6. August 2019 Vorspanntitel für Hensuki: Are You Willing to Fall in Love with a Pervert, as Long as She’s a Cutie? |
| 2021 | Dog & Cat & Ayaka –                                       | JP21 (2 Wo.)JP | Erstveröffentlichung: 13. Januar 2021 Vorspanntitel für With a Dog and a Cat, Every Day is Fun                                            |
| 2022 | Be My Friend!!! –                                         | JP32 (4 Wo.)JP | Erstveröffentlichung: 27. April 2022 Vorspanntitel für The Greatest Demon Lord Is Reborn as a Typical Nobody                              |
| 2023 | Please, please! –                                         | JP27 (3 Wo.)JP | Erstveröffentlichung: 27. Juli 2023 Vorspanntitel für Masamune-kun's Revenge (2. Staffel)                                                 |

### Mit Poppin’Party
- → Hauptartikel: BanG Dream!/Diskografie#Poppin’Party